# وارنوو (گوشتروو)
وارنوو (به آلمانی: Warnow) یک شهر در آلمان است که در روشتوک واقع شده‌است.

## نگارخانه

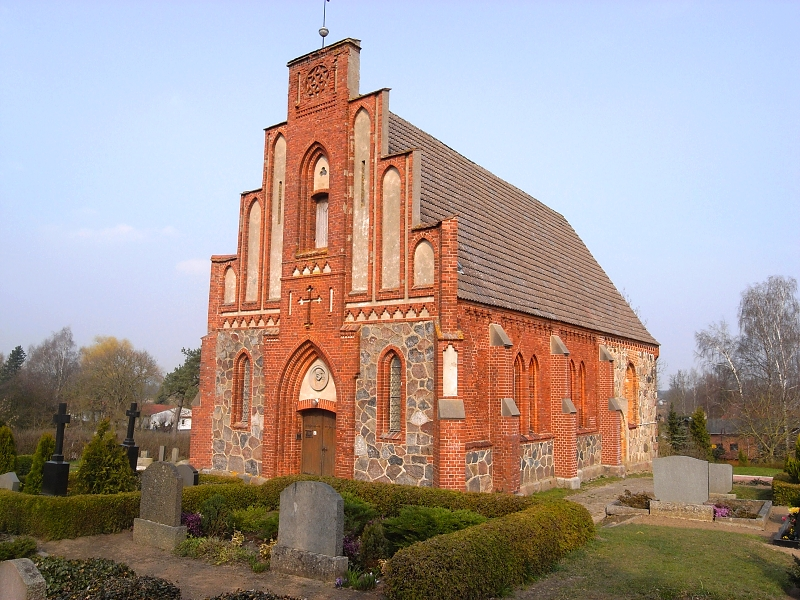
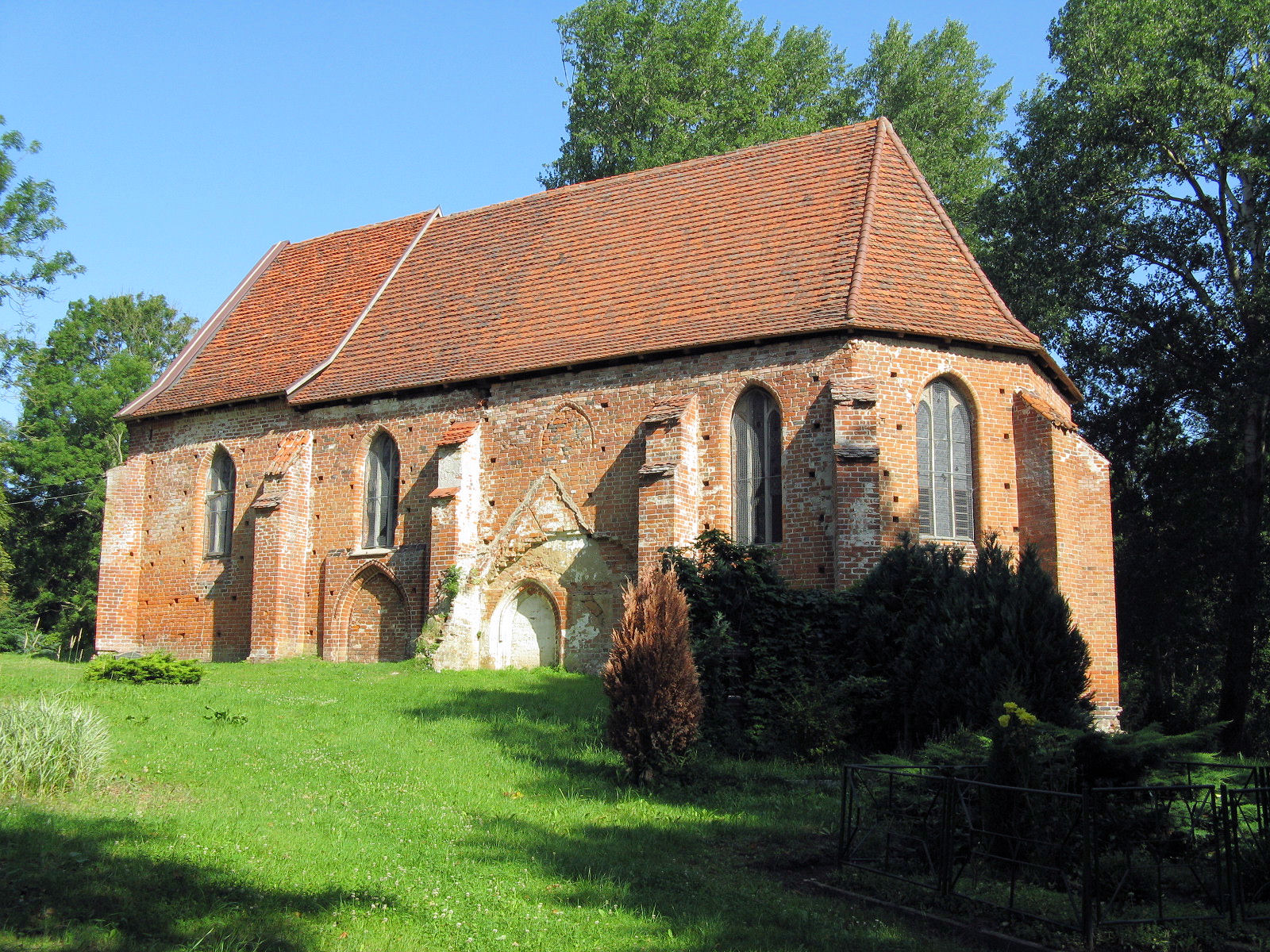
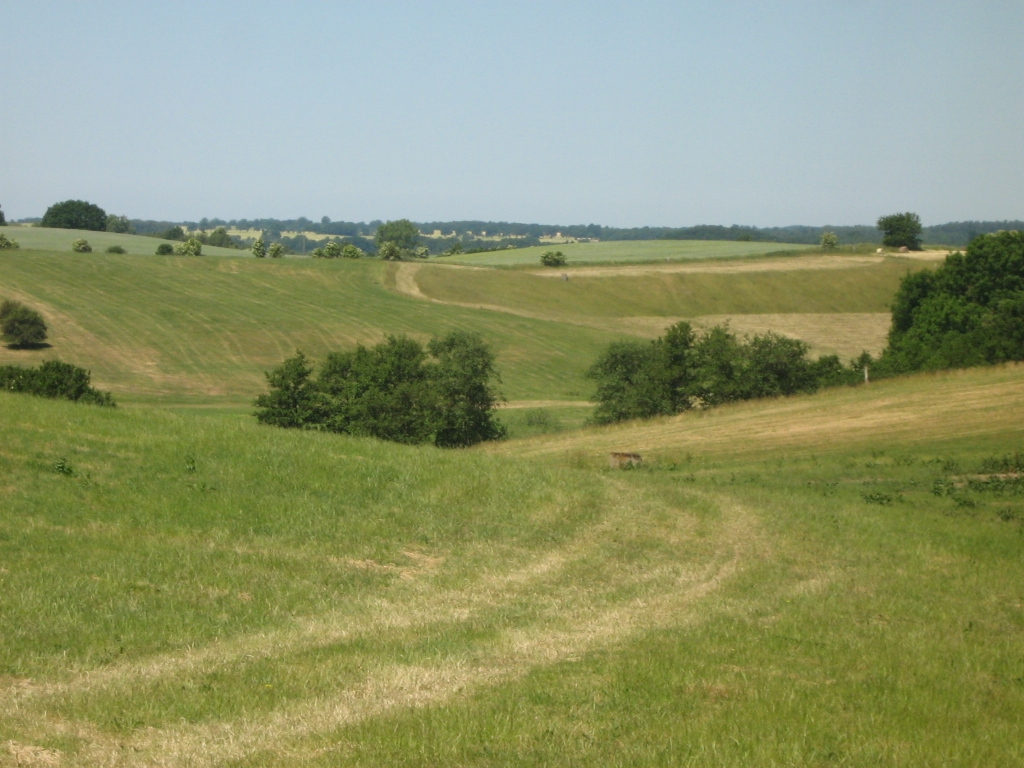